# Une très courte histoire
Une très courte histoire (A Very Short Story) est une nouvelle d'Ernest Hemingway parue pour la première fois aux États-Unis dans le recueil de nouvelles In Our Time en 1925.
Le texte de la nouvelle apparaît d'abord en 1924, comme un chapitre de l'édition parisienne de In Our Time. L'année suivante, Hemingway en fait une nouvelle à part entière. En 1930, dans une dernière version, l'écrivain remplace le prénom de l'infirmière, jusque-là dotée de la simple abréviation Ag., pour Luz, afin de faire « disparaître une allusion trop transparente à Agnes von Kurowsky, la jeune infirmière dont Hemingway était tombé amoureux à l'hôpital de Milan », et qui est la source de ce récit développé ultérieurement dans le roman L'Adieu aux armes.   
En France, la nouvelle, traduite par Henri Robillot, est parue dans le recueil Paradis perdu, suivi de La Cinquième Colonne chez Gallimard en 1949.

## Résumé
Pendant la Première Guerre mondiale, au cours de ses trois mois d'hospitalisation dans un établissement italien, un soldat américain fait la rencontre et tombe amoureux d'une infirmière. Ils décident de se marier, mais, quand le soldat rentre aux États-Unis, il reçoit une lettre de l'infirmière : elle l'informe qu'elle ne peut le rejoindre en Amérique, car elle est amoureuse d'un officier italien qui veut l'épouser.
Plus tard, on apprend que l'infirmière a été abandonnée par son séducteur italien et qu'elle ne s'est jamais mariée. Pendant ce temps, en Amérique, le soldat rencontre une vendeuse avec qui il a une relation sexuelle dans un taxi : il contracte alors la gonorrhée.

## Sources
- Baker, Carlos. Hemingway : The Writer as Artist, Princeton University Press, 1972.  (ISBN 0-691-01305-5)
- Ernest Hemingway (trad. de l'anglais), Nouvelles complètes, Paris, Éditions Gallimard, coll. « Quarto », 1999, 1227 p. (ISBN 2-07-075517-7, OCLC 41374606).
- Meyers, Jeffrey. Hemingway: A Biography, Londres, Macmillan, 1985  (ISBN 0-333-42126-4)